# Seymour (Victoria)

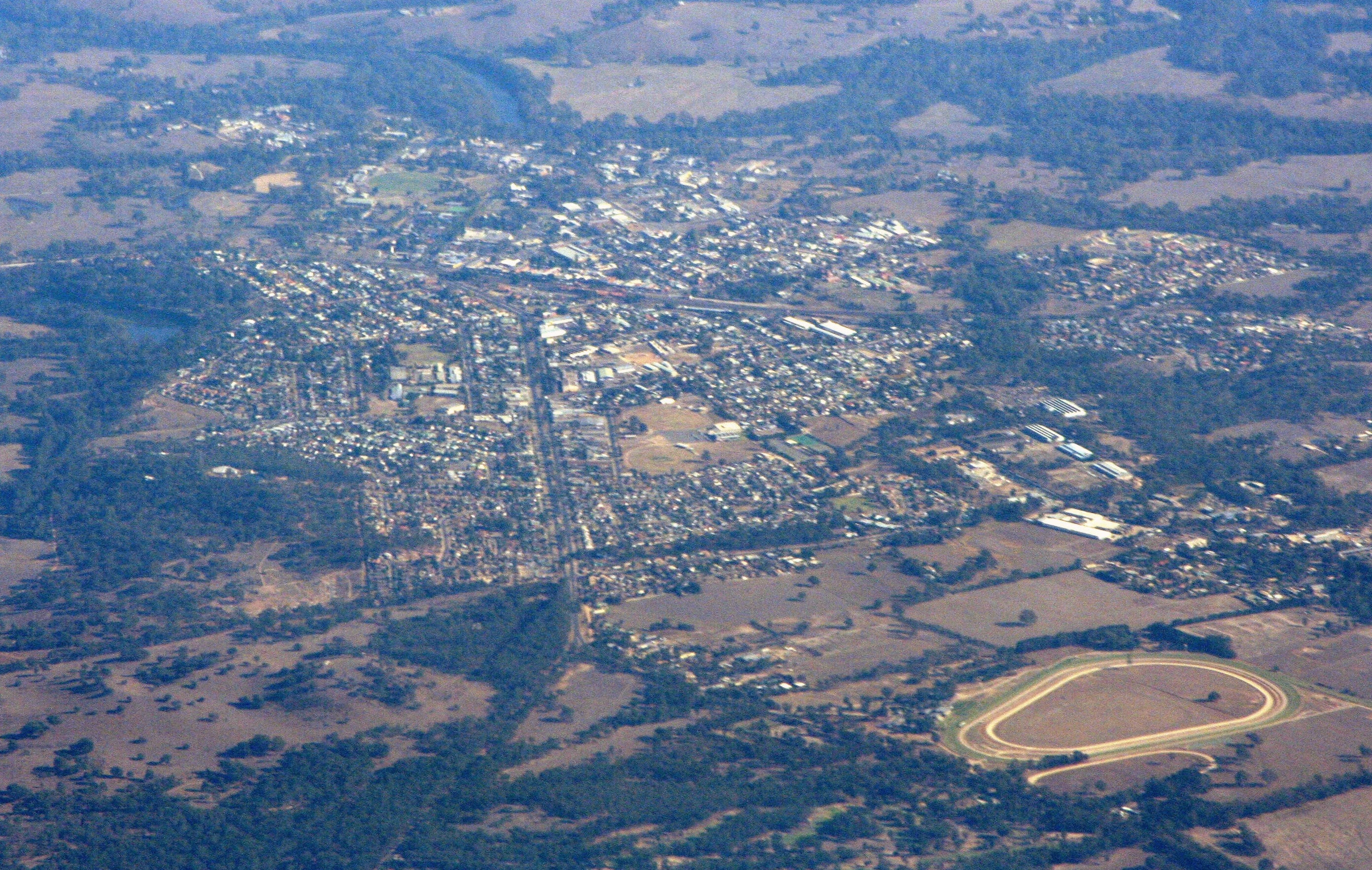
Luftbild: Seymour von Osten: Der Goulburn River ist links zu sehen, die Eisenbahn verläuft von links nach rechts Richtung Zentrum

Seymour ist eine Stadt im australischen Bundesstaat Victoria, 98 km nördlich von Melbourne. Sie liegt in der Local Government Area Mitchell Shire und hat laut der letzten Volkszählung 2016 eine Einwohnerzahl von 6063. Die Stadt dient als Mittelzentrum für die umliegende Landwirtschaft (hauptsächlich Pferde-, Rinder- und Schafzucht sowie Weinanbau) und die nahegelegene Militärbasis Puckapunyal (Bevölkerung: 1078), auf der ein wichtiges Trainingszentrum der australischen Streitkräfte liegt. Weitere wichtige Wirtschaftszweige sind der Einzelhandel, der Leichtmaschinenbau, die Agrarindustrie, medizinische Dienste und Bildung.

## Geschichte
Seymour wurde 1839 an der Stelle gegründet, wo die Straßenverbindung von Melbourne nach Sydney (heute: Hume Highway) den Goulburn River kreuzt. An dieser Stelle entstand zunächst ein Gasthaus und am 1. Juli 1844 eröffnete das erste Postamt. Die Eisenbahn kam 1872 zusammen mit der nötigen Infrastruktur und machte die Stadt zu einem wichtigen Knotenpunkt im Goulburn Valley für die Eisenbahnstrecke Melbourne-Sydney und ganz Nordost-Victoria. Sie war eines der ersten Beispiele in Victoria für eine Eisenbahnstadt, in den besten Zeiten dieses Verkehrsmittels wurden 400 Eisenbahner beschäftigt, zusammen mit deren Familien fast ein Drittel der gesamten Stadtbevölkerung (1500 Menschen).

## Puckapunyal Army Base
Im Ersten Weltkrieg richteten die australischen Streitkräfte ein Trainingscamp 4 km östlich der Stadt ein. Im Zweiten Weltkrieg verlor dieses östlich gelegene Camp an Bedeutung und eine wesentlich größere Militärsiedlung entstand ca. 10 km westlich in Puckapunyal. Seit 2008 ist Puckapunyal das Land Warfare Development Centre (LWDC) der australischen Streitkräfte und Headquarters Combined Arms Training Centre (HQ CATC). Das HQ CATC ist das Hauptquartier der Australian Army School of Armour (Puckapunyal), der School of Artillery (Puckapunyal), der School of Engineers (Sydney) und der School of Infantry (Singleton). Zusätzlich gibt es in Puckapunyal kleinere Trainingszentren und -einrichtungen, ebenso wie eine Straßentransportschwadron.
Planungen der Bundesregierung (nicht bestätigt) gehen dahin, die School of Engineers und die School of Infantry ebenfalls nach Puckapunyal zu verlegen und so ein Combined Training Centre of Excellence für die australischen Streitkräfte zu schaffen.
Puckapunyal besitzt umfangreiche Unterstützungseinheiten für die Garnison sowie Instandhaltungs- und Reparatureinrichtungen für Dienste an den Armeeeinheiten in Puckapunyal und viele Außendepots in ganz Victoria und Tasmanien. Ein großer Teil der zivilen Bevölkerung in Seymour und den umliegenden Städten ist bei der Militärbasis angestellt. Es gibt dort das Australian Army’s Tank Museum (Panzermuseum der Australischen Armee), wo eine hervorragende Sammlung historischer und moderner Panzer und gepanzerter Fahrzeuge aus der ganzen Welt gezeigt wird.

## Aufbau und Einrichtungen
Seymour ist generell eine schön gestaltete Stadt mit vielen langen, geraden Straßen und vielen Sackgassen. Es gibt ausgewiesene Einkaufszentren ebenso wie viele leistungsfähige örtliche Geschäfte und Niederlassung großer Supermarktketten. Auch die üblichen Fast-Food-Ketten, wie McDonald’s, Kentucky Fried Chicken und Subway sowie Supermarktketten Woolworths, Coles, IGA und Aldi sind vertreten. Außerdem gibt es ein Kmart-Kaufhaus.
Es gibt vier staatliche Grundschulen im Ort sowie eine weiterführende Schule (Seymour Technical High School (STHS), jetzt Seymour P-12 College). Die katholische Kirche betreibt das St. Mary’s Seymour College, eine Privatschule für Schüler bis zur 10. Jahrgangsstufe.
Ein früheres Autokino östlich des Hume Highway wurde vor einigen Jahren geschlossen.

## Private Organisationen
Es gibt eine Reihe von privaten Organisationen in Seymour, z. B. die Freimaurer (gegründet 1883), der Lions Club, die Pfadfinder und der Apex Club of Australia.
Seymour besitzt ein Sportzentrum mit Hallenbad und überdachten Einrichtungen für Leichtathletik, Cricket und Football.
Der Campus des Goulburn Ovens Institute of TAFE wurde 1998 eröffnet und bietet etliche Kurse in der Erwachsenenbildung an.

## Verkehr

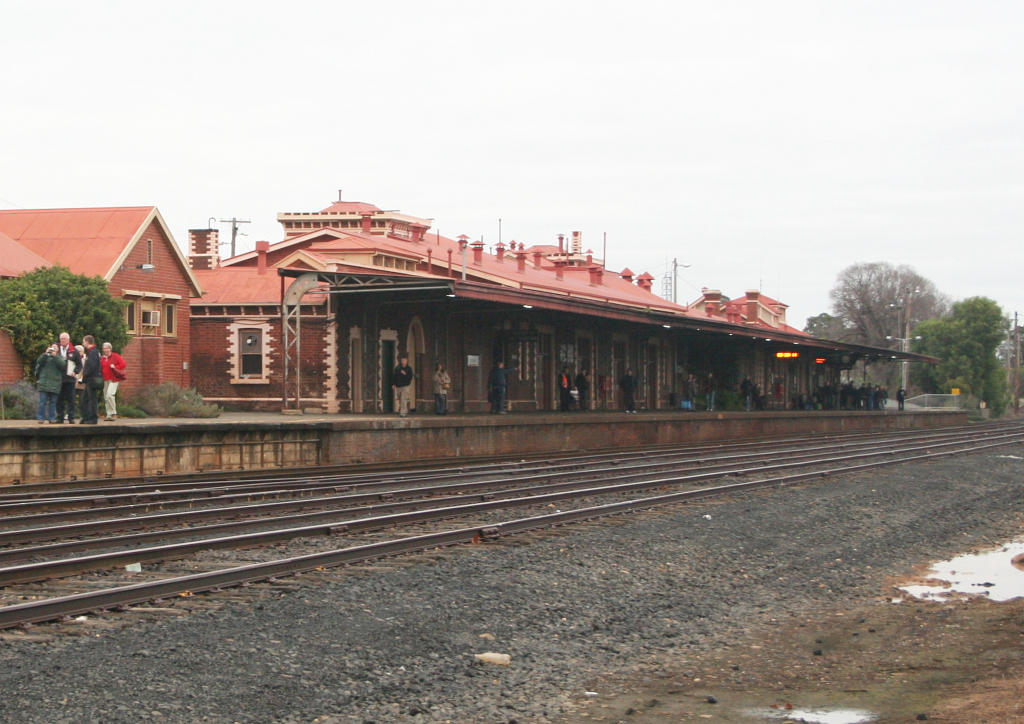
Bahnhof Seymour Station von der Hauptstraße aus

Seymour liegt in der Nähe der Kreuzung von Hume Highway und Goulburn Valley Highway. Über 100 Jahre lang überquerte der Hume Highway den Goulburn River und leitete den gesamten Verkehr von Melbourne nach Sydney durch die Stadt, aber seit 1982 gibt es eine Umgehung.
Der Bahnhof in Seymour wird von der V/Line stündlich angefahren und es gibt Verbindungen nach Melbourne, nach Albury / Wodonga und Shepparton. Früher war der Bahnhof ein Güterumschlagplatz und hatte ein wichtiges Lokomotivendepot. Dieses Depot beherbergt heute das Seymour Railway Heritage Centre. Dort finden sich viele historische Lokomotiven und Wagen (in unterschiedlichem Erhaltungszustand) und es gibt regelmäßig Tage der Offenen Tür.

## Tourismus
Jeden Februar findet in Seymour eine Alternative Landwirtschaftsausstellung statt, die Tausende von Besuchern aus ganz Australien anzieht. Es gibt das oben erwähnte Eisenbahnmuseum und Kunstgalerien – das Old Courthouse und die Old Post Office. Darüber hinaus gibt es verschiedene Hotels und Restaurants, z. B. The Prince of Wales Hotel, The Somerset Winery, Old Post Office Seymour, The Seymour Club, The Royal Hotel und The Railway Hotel.
Um die Stadt liegen verschiedene größere Weingüter, die in 15 Fahrminuten zu erreichen sind. Es gibt eine Pferderennbahn mit mehreren Veranstaltungen im Jahr. Der Hume International Raceway, auf dem jedes Wochenende Gokartrennen stattfinden, liegt 10 km westlich von Seymour.
Seymour ist die zweite Stadt, die in der australischen Version des Liedes I’ve Been Everywhere erwähnt wird.

## Sport
Es gibt eine Reihe von Sportvereinen, den Seymour Turf Club, den Seymour Football Club (spielt in der Goulbourn Valley Football League und gewann die Meisterschaften 2005, 2006 und 2007) und je einen Club für Boggia, Kickboxen, Basketball, Fußball und Netball.
Seymour hat einen Pferderennverein, den Seymour Racing Club, der im Jahr ca. 20 Rennen ausrichtet, darunter den Seymour Cup.
Golfer spielen auf dem Platz des Seymour Golf Club.

## Zeitungen
In Seymour erscheinen die beiden Zeitungen Seymour Nagambie Advertiser und Seymour Telegraph.

## Klima
|                       | Jan  | Feb  | Mär  | Apr  | Mai  | Jun  | Jul  | Aug  | Sep  | Okt  | Nov  | Dez  |   |       |
| Mittl. Tagesmax. (°C) | 29,8 | 29,6 | 26,5 | 21,7 | 17,0 | 13,4 | 12,6 | 14,3 | 17,0 | 20,6 | 24,5 | 27,2 | ⌀ | 21,1  |
| Mittl. Tagesmin. (°C) | 14,1 | 14,2 | 12,2 | 8,6  | 6,2  | 4,1  | 3,2  | 3,9  | 5,2  | 7,2  | 10,0 | 11,9 | ⌀ | 8,4   |
|                       |      |      |      |      |      |      |      |      |      |      |      |      |   |       |
| Niederschlag (mm)     | 37,8 | 33,6 | 27,9 | 32,1 | 51,9 | 62,5 | 64,0 | 62,6 | 52,3 | 48,2 | 45,6 | 40,0 | Σ | 558,5 |
|                       |      |      |      |      |      |      |      |      |      |      |      |      |   |       |
| Regentage (d)         | 5,3  | 4,2  | 5,4  | 6,5  | 9,7  | 12,4 | 14,4 | 13,8 | 10,6 | 9,7  | 7,7  | 6,6  | Σ | 106,3 |

| 14,1 |

| 14,2 |

| 12,2 |

| 8,6 |

| 6,2 |

| 4,1 |

| 3,2 |

| 3,9 |

| 5,2 |

| 7,2 |

| 10,0 |

| 11,9 |

| 14,1 |

| 14,2 |

| 12,2 |

| 8,6 |

| 6,2 |

| 4,1 |

| 3,2 |

| 3,9 |

| 5,2 |

| 7,2 |

| 10,0 |

| 11,9 |